# ハビ・ゲレーロ
フランシスコ・ハビエル・ガルシア・ゲレーロ（Francisco Javier García Guerrero, 1976年10月22日 - ）は、スペイン・マドリード出身の元サッカー選手。現役時代のポジションはFW。

## 経歴
レアル・マドリードの下部組織出身。1996-97シーズンはレアル・マドリードBでセグンダ・ディビシオン（2部）の24試合に出場して6得点したが、クラブはセグンダ・ディビシオンB（3部）に降格した。1997-98シーズンはセグンダ・ディビションのレアル・ハエンにレンタル移籍したが、ほとんど試合には出場せず、またもや降格を経験した。その後アルバセテ・バロンピエに完全移籍し、2000-01シーズンにはセグンダで14得点した。2001年にはラシン・サンタンデールに移籍し、10得点でプリメーラ・ディビシオン（1部）昇格に貢献した。2002-03シーズンには15得点した。これが現在までの最高成績で、得点ランキング7位にはいった。ラシン・サンタンデールでは4シーズンで44得点した。2005年にはセルタ・デ・ビーゴに移籍したが、19試合中16試合が途中出場で、シーズン無得点に終わった。その後加入したレクレアティーボ・ウェルバでは、途中出場がメインながらも2006-07シーズンは7得点、2007-08シーズンは5得点とまずまずの成績を残した。2008-09シーズンはハビエル・カムーニャスらの控えとして2得点したが、20位でセグンダ・ディビションに降格した。2009年夏、セグンダ・ディビションのUDラス・パルマスへ移籍した。2012-2013シーズン終了後、契約を1年残していたが現役を引退した。引退後もクラブに留まりマッチスカウトを務める。

## 所属クラブ
- レアル・マドリードC 1995-1996
- レアル・マドリードB 1996-1999

→ レアル・ハエン 1997 （レンタル移籍）
→ テッラーサFC 1998（レンタル移籍）
- アルバセテ・バロンピエ 1999-2001
- ラシン・サンタンデール 2001-2005
- セルタ・デ・ビーゴ 2005-2007

→ レクレアティーボ・ウェルバ 2006-2007（レンタル移籍）
- レクレアティーボ・ウェルバ 2007-2009
- UDラス・パルマス 2009-2013